# 莊步超
莊步超，台灣戲曲樂師，台灣國立復興劇藝實驗學校戲曲音樂科和國立台灣戲曲專科學校傳統音樂科（都是現在國立台灣戲曲學院戲曲音樂學系的前身）畢業，又考進國立台北藝術大學音樂學系碩士班做研究生，現在是台灣國立台灣戲曲學院戲曲音樂學系專任教師。
在戲曲學校原主修笙，後改工武場（戲曲樂隊；後場的打擊樂部，相對於旋律部的文場）音樂，師從台灣京劇鼓師劉大鵬（原習淨行；大花臉，後改打鼓）和楊軍（北京戲曲學校畢業，後移民台灣）學習京劇司鼓（以鼓引導和控制戲曲表演節奏）藝術，又師從台灣歌仔戲鼓師王清松習歌仔戲司鼓藝術。
當兵時在中華民國空軍示範樂隊服兵役，任打擊樂隊員兼組長、擊樂聲部首席。
曾與許多個台灣的歌仔戲、京劇、話劇團體到歐洲多國、澳大利亞、日本、韓國、新加坡、中國北京和香港、澳門等許多國家和地區巡演，擔任鼓師（武場領班；武場領導；武場指導）或打擊樂演奏員。
他的京劇司鼓作品有小劇場實驗京劇《李爾在此》（李門編腔，吳興國領銜主演）等，歌仔戲司鼓作品有《刺桐花開》、《大漠胭脂》（劉文亮音樂設計、主弦）、《烏龍窟》（陳孟亮音樂設計、主弦）、《廉政公鼠》（音樂設計、文場領奏呂冠儀，主弦許鈞炫）和台灣國立傳統藝術中心出版，廖瓊枝編劇、領銜主演、導演的《王魁負桂英》（劉文亮音樂設計、主弦）和《什細記》（劉文亮音樂設計、主弦）等。
他擔任話劇《暗戀桃花源》（2006年版）的歌仔戲打擊樂設計和鼓師。
他擔任歡喜扮戲團實驗小劇場數部實驗戲劇的打擊樂設計和鼓師。
他在1些歌仔戲大型舞台公演裡吹奏笙。